# HlushenkovFolkFest
HlushenkovFolkFest - міжнародний фестиваль-конкурс народної хореографії імені балетмейстера  Володимира Глушенкова, який в 2019 році в сьомий раз проводився у місті Хмельницькому. У фестивалі брали участь українські народні колективи та представники інших країн – Литви, Польщі, Туреччини, Вірменії та Чилі 

## Історія

### 2019 рік
В 2019 році фестиваль проводився 13-16 червня в Хмельницькому. Відкриття відбулось 13 червня о 18:00 фестивальною ходою по вулиці Проскурівській, яка розпочалась біля «Дитячого світу» та завершилась поблизу кінотеатру ім. Т.Г. Шевченка. Під час офіційного відкриття колективи учасників демонстрували свої презентації. 14-15 червня відбувався фестиваль культур, під час якого розповідали про свою країну, звичаї, національну кухню. У фестивалі брав участь національний ансамбль пісні і танцю «Аракс», ансамблю пісні і танцю «Кракус» з міста Краків, ансамбль народного танцю «Кюзеїн Ушакларі» з міста Анкара, ансамблі народного танцю «Сукуреліс», «Люксініс» та «Дімеделіс», з міста Шауляй з Литви, колектив «Ренакер» з міста Сантьяго, Чилі. Серед організаторів фестивалю – управління культури та туризму Хмельницької міської ради. В останній день фестивалю відбувся танцювальний перфоманс «Гречаники»
Останній день фестивалю HlushenkovFolkFest завершився фестивальною ходою по вулиці Проскурівській, під час якої виконувались танцювальні номери. Попереду колони йшов колектив «Ренакер» з Чилі, представники якого були одягнені у карнавальні костюми. Колектив, який існує з 2000 року, вперше відвідав Україну.
Потім йшли місцеві колективи, а в кінці колони інші закордонні колективи.Після завершення фестивальної ходи, артисти вийшли на головну сцену де відбулась церемонія нагородження. Гран-прі фестивалю отримали дитяча студія академічного ансамблю пісні і танцю «Козаки Поділля», і колектив пісні і танцю «Krakus» з Польщі.
У 2021 році планується зробити фестиваль ще більш масштабним.